# Finntjärnen (Föllinge socken, Jämtland)
Finntjärnen är en sjö i Krokoms kommun i Jämtland och ingår i Indalsälvens huvudavrinningsområde.